# Evidensbaserad design
Evidensbaserad design (förkortad EBD) är ett tvärvetenskapligt ämnesområde som undersöker effekten av den fysiska miljöns utformning på människor (och djur?) utifrån mätbara studier och forskningsresultat. EBD implementeras främst inom vårdens arkitektur (såsom sjukhus). Ämnesområdet innefattar vetenskaper från bl.a. miljöpsykologi, arkitektur, neurovetenskap och beteendeekonomi  och visar hur t.ex. läkningsprocess, välbefinnande och stress kan påverkas positivt.